# Ríf Dimask kormányzóság

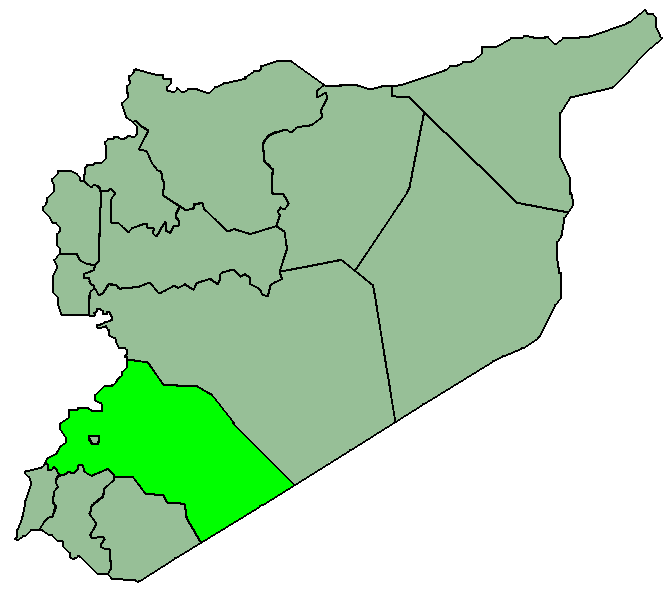
Ríf Dimask kormányzóság elhelyezkedése Szírián belül

Ríf Dimask kormányzóság (arabul محافظة ريف دمشق [Muḥāfaẓat Rīf Dimašq]) vagyis Damaszkusz vidéke kormányzósága Szíria tizennégy kormányzóságának egyike. Az ország déli részén fekszik, a fővárost körülölelve. Északnyugatra Libanon, északkeleten Homsz kormányzóság, délkeleten Jordánia, délen pedig el-Kunajtira kormányzóság, Dara kormányzóság esz-Szuvajdá kormányzóság határolja. Központja Damaszkusz városa. Területe 18 032 km², népessége pedig a 2004-es népszámlálás adatai szerint 2 273 074 fő.

## Közigazgatási beosztása
Ríf Dimask kormányzóság területe 2009 február óta tíz kerületre (mintaka) és harminchét körzetre (náhija) oszlik.

### Markaz Rif Dimaszk

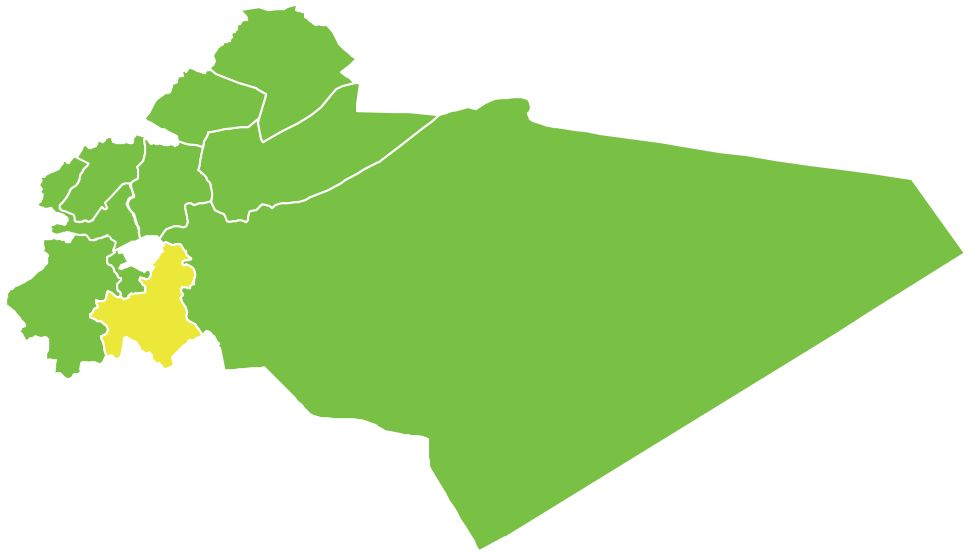
Markaz Rif Dimaszk kerület

Damaszkusztól délre fekvő kerület, melynek legnagyobb városa Sajjida Zajnab (arabul: السيدة زينب, jelentése Zajnab úrnő). Sajjida Zajnab városa csupán 10 kilométerre fekszik a fővárostól, így annak legnagyobb külvárosa, egyúttal Szíria 10 legnagyobb városa. A kerületet délről Dara kormányzóság határolja.
Részei:
- Al-Kisva nahija (ناحية الكسوة)
- Babbila nahija (ناحية ببيلا)
- Jaramana nahija (ناحية جرمانا)
- Al-Maliha nahija (ناحية المليحة)
- Kafr Batna nahija (ناحية كفر بطنا)
- Arbin nahija (ناحية عربين)

### Duma

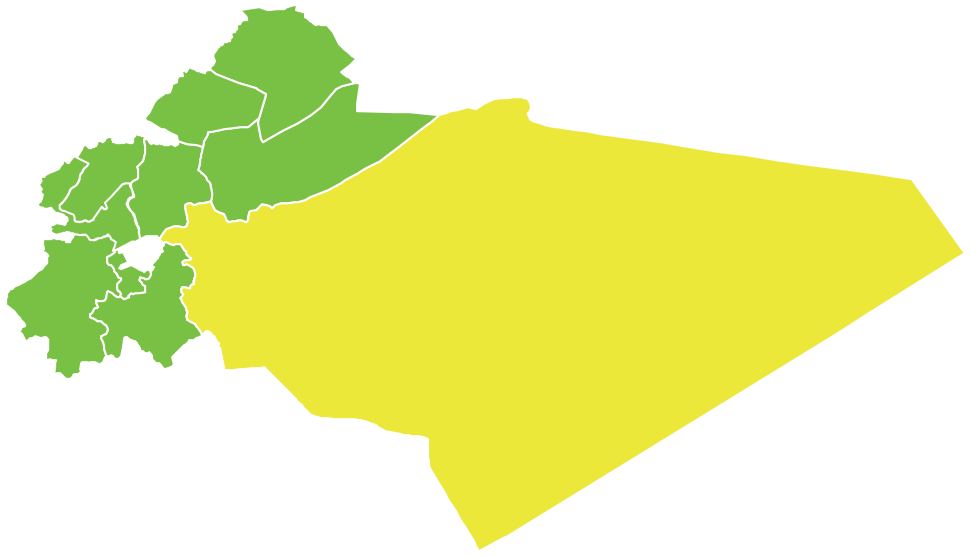
Duma kerülete, sárgával jelölve

Duma kerülete a fővárostól keletre terül el. Gyéren lakott, jobbára sivatag. Északról Homsz kormányzóság, délről esz-Szuvajdá kormányzóság határolja.
Részei:
- Duma nahija (ناحية دوما)
- Haraszta nahija (ناحية حرستا)
- Al-Sabe' Bijar nahija (ناحية السبع بيار)
- Al-Dumajr nahija (ناحية الضمير)
- Al-Nasabija nahija (ناحية النشابية)
- Al-Gizlanija nahija (ناحية الغزلانية)
- Harran al-Avamid nahija (ناحية حران العواميد)

### Al-Kutajfa

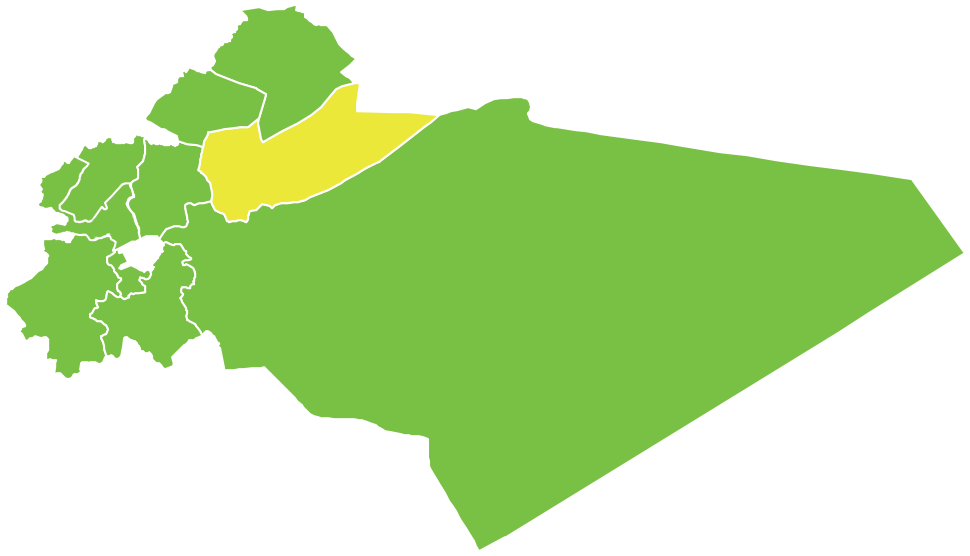
Al-Kutajfa kerület

Al-Kutajfa kerület központja Al-Kutajfa városa, Damaszkusztól 40 kilométerre keletre.
Részei:
- Al-Kutajfa nahija (ناحية القطيفة)
- Jajrud nahija (ناحية جيرود)
- Ma'loula nahija (ناحية معلولا)
- Ar-Ruhajba nahija (ناحية الرحيبة)

### Al-Tall

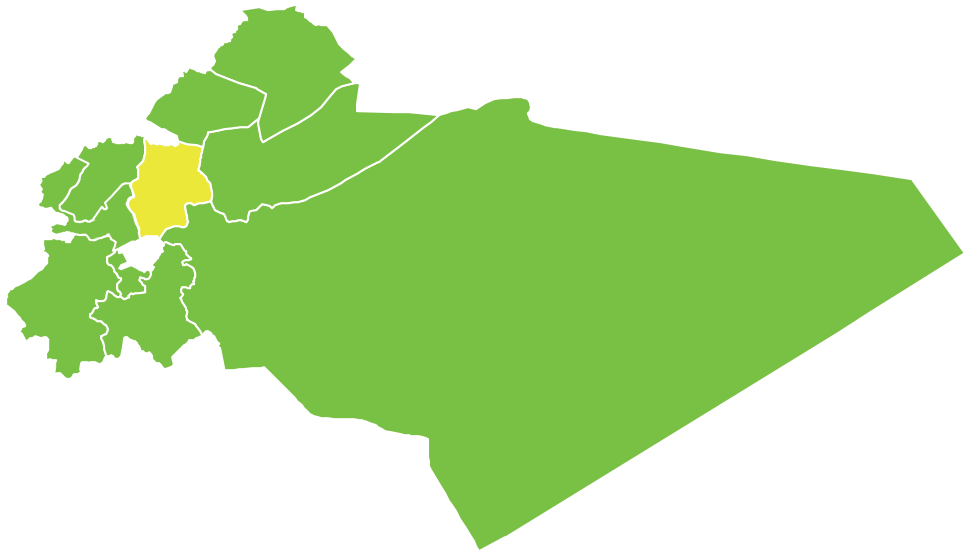
Al-Tall kerület

Al-Tall kerület központja Al-Tall városa, Damaszkusztól északra. A város Antilibanon hegyvidékén, 1000 méteres magasságban található.
Részei:
- Al-Tall nahija (ناحية التل)
- Szaidnaja nahija (ناحية صيدنايا)
- Rankousz nahija (ناحية رنكوس)

### Jabrud

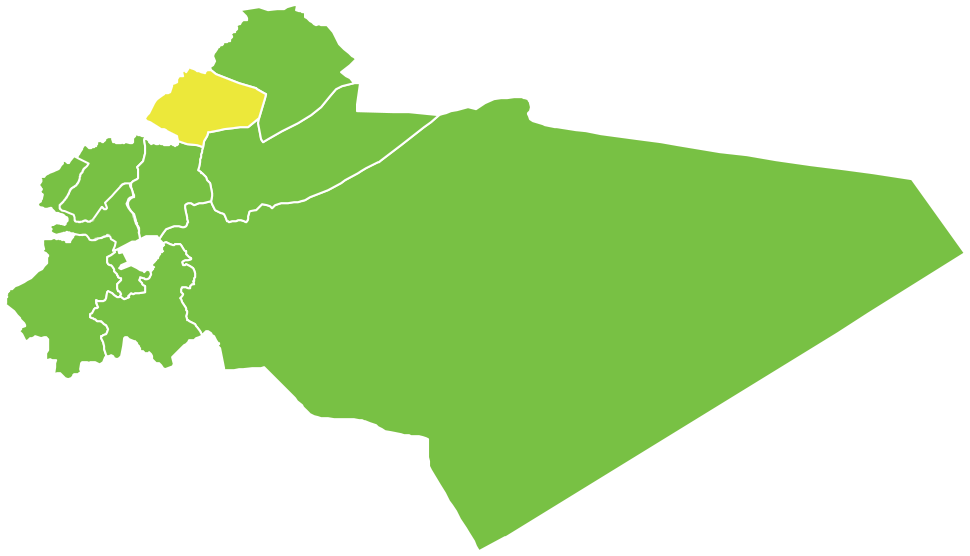
Jabrud kerület

Jabrud kerület központja Jabrud városa, Damaszkusztól északra kb. 50 kilométerre. A város Antilibanon hegyvidékén, 1550 méteres magasságban található. Itt található Szíria legrégebbi temploma. Neve arámi nyelven "hideg"-et jelent.
Részei:
- Jabrud nahija (ناحية يبرود)
- Assal al-Ward nahija (ناحية عسال الورد)

### An-Nabek

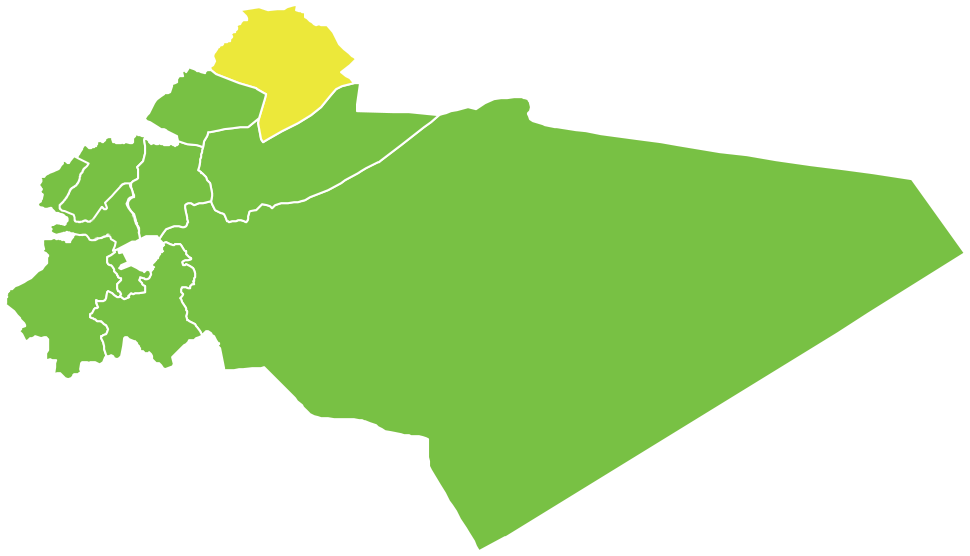
An-Nabek kerület

An-Nabek kerület - amit Kalamon néven is ismernek - központja An-Nabek városa, Damaszkusztól északra 81 kilométerre, a Homsz kormányzóságtól délre. Nevezetessége a közelében lévő Abbessziinai Szent Mózes Kolostor, melynek mozaikja és freskói több mint 900 évesek.
Részei:
- An-Nabek nahija (ناحية النبك)
- Deir Atija nahija (ناحية دير عطية)
- Kara nahija (ناحية قارة)

### Al-Zabadani

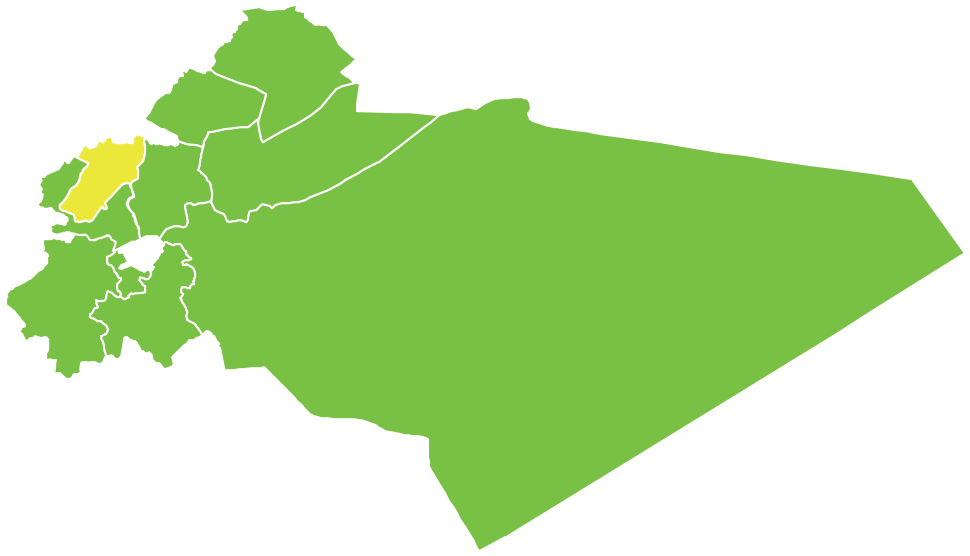
Al-Zabadani kerület

Al-Zabadani kerület központja Al-Zabadani városa. A kerületben található Bloudan városa, ami a libanoni és szíriai turisták kedvelt célpontja kellemes klímája és szép panorámája miatt.
Részei:
- Al-Zabadani nahija (ناحية الزبداني)
- Madaja nahija (ناحية مضايا)
- Serghaja nahija (ناحية سرغايا)

### Katana

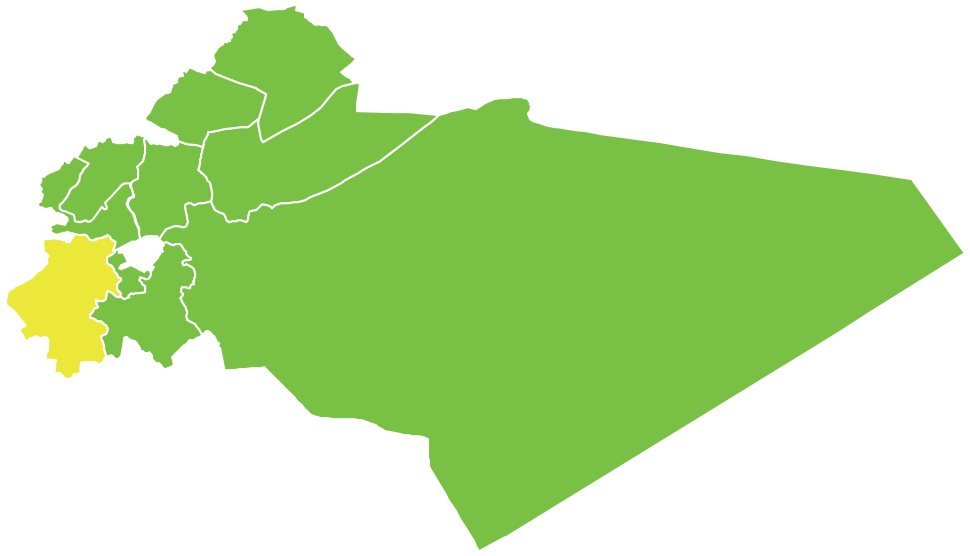
Katana kerület

Al-Zabadani kerület központja Al-Zabadani városa. A kerület a Hermon-hegy keleti lejtőjén fekszik, nyugatról Libanonnal határos.
Részei:
- Katana nahija (ناحية قطنا)
- Beit Jen nahija (ناحية بيت جن)
- Sa'sa' nahija (ناحية سعسع)

### Darajja

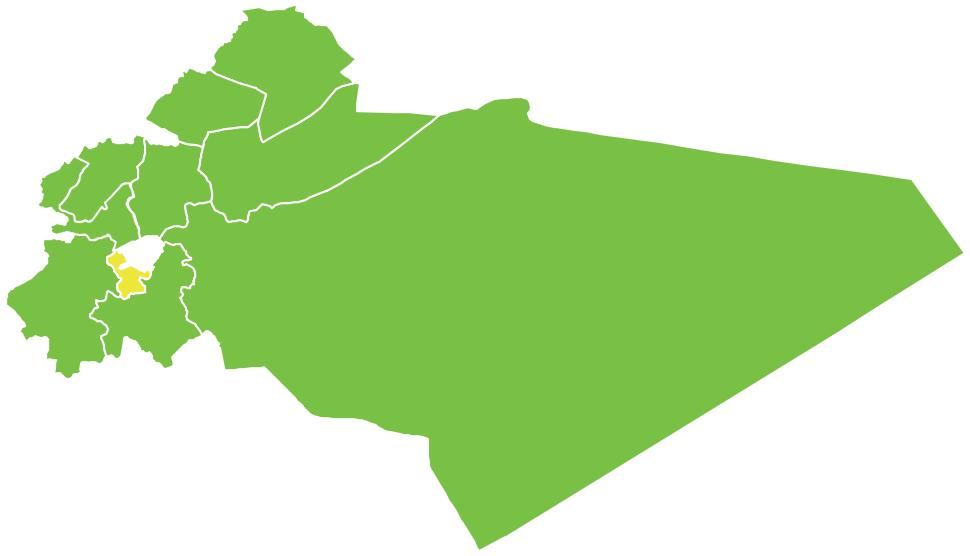
Darajja kerület

Darajja kerülete Damaszkusszal határos, központja Darajja külváros a központtól öt kilométerre délnyugatra fekszik. A világsajtóban az Aszad ellenes nagyszabású erőszakmentes béketüntetések révén vált ismertté. A szíriai polgárháborúban mint jelentős ellenállási góc szerepel.
Részei:
- Darajja nahija (ناحية داريا)
- Sanaja nahija (ناحية صحنايا)
- Al-Hajar al-Aszvad nahija (ناحية الحجر الأسود)

### Kudszaja

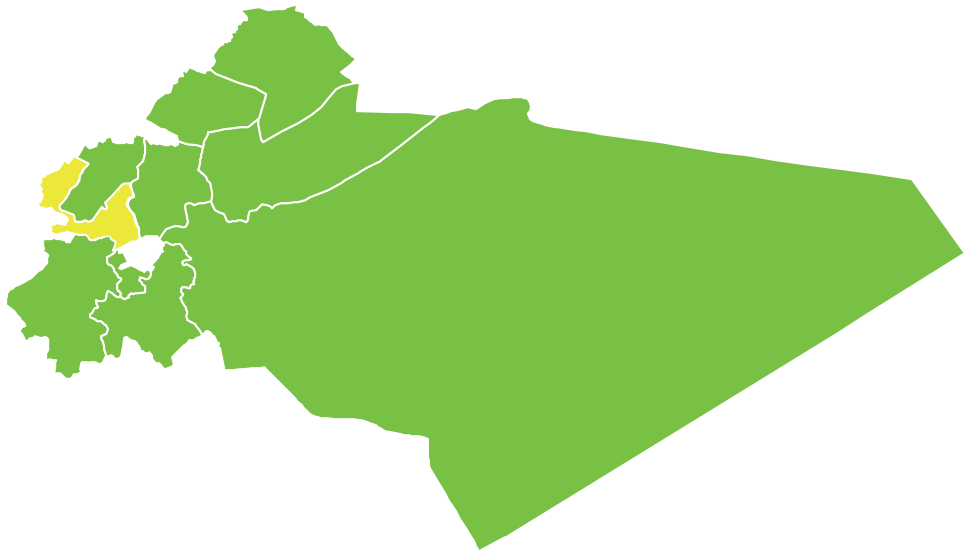
Kudszaja kerület

Kudszaja kerület központja Kudszaja városa, mely a Kaszijun-hegy nyugati oldalán fekszik, hét kilométerre Damaszkusztól. A kerület 2009-ig Markaz Rif Dimaszk része volt.
Részei:
- Kudszaja nahija (ناحية قدسيا)
- Ain al-Fija nahija (ناحية عين الفيجة)
- Al-Dimasz nahija (ناحية الديماس)